# NGC 2759
NGC 2759 ist eine elliptische Galaxie vom Hubble-Typ E/S0 im Sternbild Luchs am Nordsternhimmel. Sie ist schätzungsweise 309 Millionen Lichtjahre von der Milchstraße entfernt und hat einen Durchmesser von etwa 90.000 Lj.
Im selben Himmelsareal befinden sich u. a. die Galaxien IC 527 und IC 2434.
Das Objekt wurde am 30. März 1787 von dem Astronomen William Herschel entdeckt.